# Zoreanska, Tomakivka
Zoreanska (în ucraineană Зорянська) este o comună în raionul Tomakivka, regiunea Dnipropetrovsk, Ucraina, formată numai din satul de reședință.

## Demografie
Componența lingvistică a satului Zoreanska
     Ucraineană (89,16%)
     Rusă (10,5%)
     Alte limbi (0,09%)
Conform recensământului din 2001, majoritatea populației satului Zoreanska era vorbitoare de ucraineană (89,16%), existând în minoritate și vorbitori de rusă (10,5%).